# 100 років Львівському театру опери та балету (срібна монета)
«100 ро́ків Льві́вському теа́тру о́пери та бале́ту» — срібна ювілейна монета номіналом 10 гривень, випущена Національним банком України. Присвячена одному з визначних центрів української оперної та балетної школи — Львівському державному академічному театру опери та балету ім. Соломії Крушельницької.
Монету введено до обігу 19 жовтня 2000 року. Вона належить до серії «Інші монети».

## Опис та характеристики монети
| Номінал грн. | Метал           | Маса, грам   | Діаметр, мм. | Якість виготовлення | Гурт     | Тираж, штук |
| ------------ | --------------- | ------------ | ------------ | ------------------- | -------- | ----------- |
| 10           | срібло (Ag 925) | 31,1 / 33,62 | 38,6         | пруф                | рифлений | 3 000       |

### Аверс
На аверсі монет угорі розміщено малий Державний Герб України, зображення ліри між скульптурами Комедії та Трагедії, які прикрашають інтер'єр театру, логотип Монетного двору і написи: «УКРАЇНА», «2000», «10», «ГРИВЕНЬ» та позначення металу «Ag 925», вага в чистоті — «31,1»

### Реверс

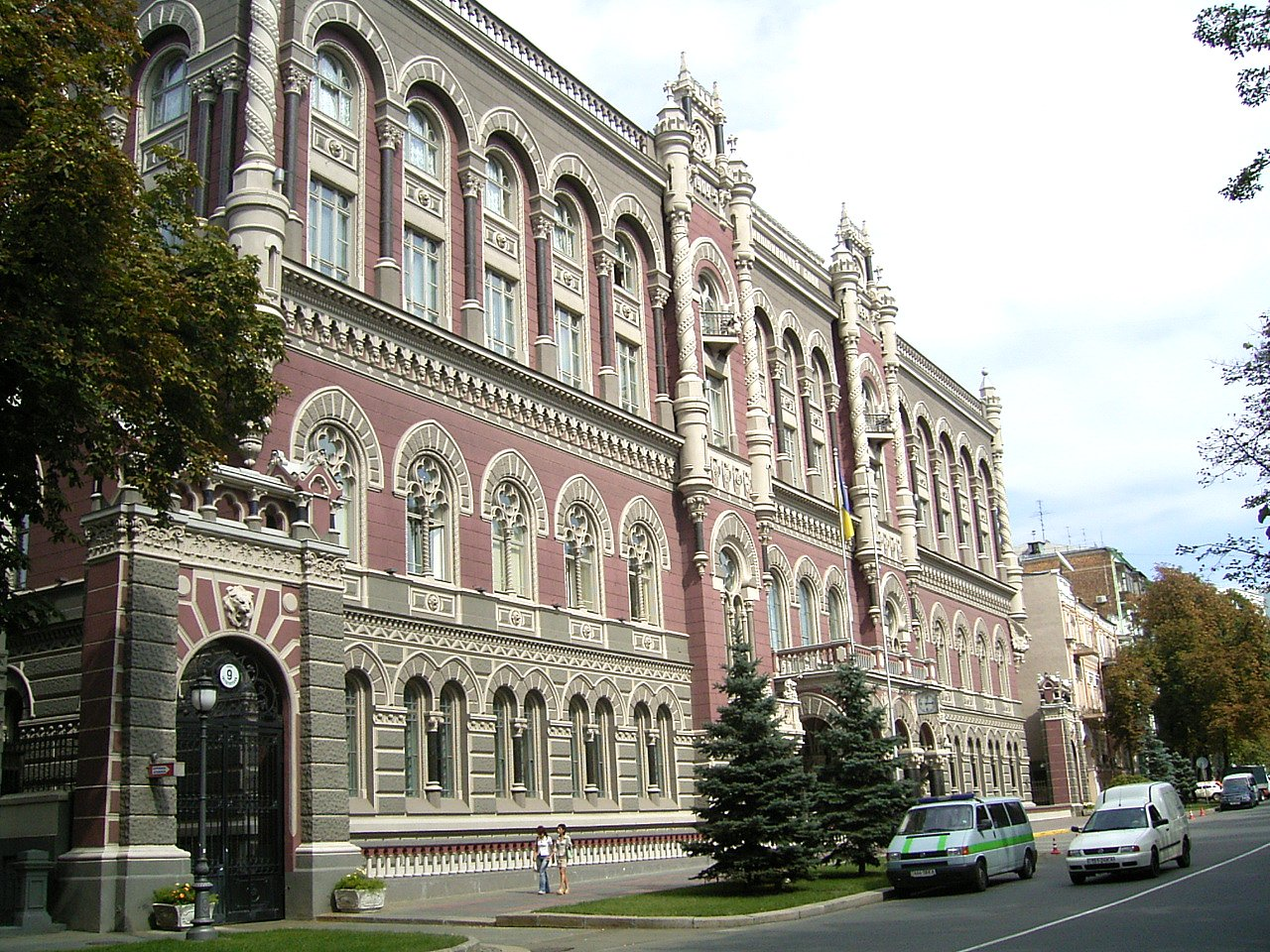
Будівля Національного банку України

На реверсі монет розміщено зображення будівлі театру та написи: круговий — «ЛЬВІВСЬКИЙ ТЕАТР ОПЕРИ ТА БАЛЕТУ» та «100 РОКІВ».

## Автори
- Художник — Бєляєв Сергій.
- Скульптори: Дем'яненко Володимир, Атаманчук Володимир.

## Вартість монети
Ціна монети — 956 гривень, була вказана на сайті Національного банку України 2018 року.
Фактична приблизна вартість монети, з роками змінювалася так:
| Рік        | 2010  | 2011  | 2012  | 2013  | 2014 | 2015  | 2016  | 2017  | 2018  | 2019  | 2020  | 2021  | 2022  | 2023  | 2024  | 2025  |
| ---------- | ----- | ----- | ----- | ----- | ---- | ----- | ----- | ----- | ----- | ----- | ----- | ----- | ----- | ----- | ----- | ----- |
| Ціна, грн. | 1 400 | 1 400 | 1 400 | 1 100 | 950  | 1 000 | 2 000 | 2 000 | 1 750 | 1 700 | 1 600 | 1 450 | 1 250 | 2 200 | 3 800 | 3 800 |